# Lewis Samuel Feuer
 Lewis Samuel Feuer (7 de diciembre de 1912 - 24 de noviembre de 2002) fue un sociólogo estadounidense. Inicialmente un marxista comprometido, se convirtió en neoconservador.

## Biografía
Feuer nació en Manhattan, creció en el Lower East Side y asistió a la Escuela Secundaria DeWitt Clinton .Se graduó con distinción en el City College en 1931 y obtuvo un doctorado en la Universidad de Harvard en 1935 para una disertación en filosofía titulada "The philosophical analysis of space and time" (en español: "El análisis filosófico del espacio y tiempo"), supervisada por Alfred North Whitehead.  Mientras estaba en Harvard, Feuer se unió a Paul Sweezy y Alan Sweezy para fundar el Harvard Teachers Union. Esto representa un ejemplo obvio de su persistente participación en la política radical a lo largo de la década de 1930. Durante la Segunda Guerra Mundial, sirvió como enlace entre los ejércitos estadounidense y francés en Nueva Caledonia, donde fue degradado por intentar organizar a los trabajadores culis indochinos e indonesios contratados que estaban siendo utilizados para construir una pista de aterrizaje para las fuerzas de la Francia Libre .  
Luego de la Segunda Guerra Mundial enseñó en el Vassar College y en la Universidad de California en Berkeley, donde pronto fue testigo de algunos de los disturbios estudiantiles sobre los que escribiría. Desafió constantemente a los líderes del movimiento estudiantil y apareció en un debate ampliamente publicitado con el líder estudiantil Mario Savio. Dejó Berkeley para ir a la Universidad de Toronto . Su último puesto docente fue como profesor universitario en la Universidad de Virginia, y era profesor emérito en el momento de su muerte en 2002.
Feuer visitó la Unión Soviética durante uno de los primeros intercambios académicos en el período posterior a la muerte de Stalin, a menudo denominado " El Deshielo ", y fue expulsado por desafiar las ortodoxias soviéticas con respecto al pensamiento marxista. Sus experiencias en Berkeley, donde desafió a los movimientos estudiantiles de izquierda y a los profesores que cedieron a sus demandas, llevaron a Feuer a rechazar la política radical de izquierda y escribió continuamente después de este período sobre las influencias corruptoras de la ideología en el pensamiento, los peligros del totalitarismo en el mundo moderno y el papel de Estados Unidos como baluarte contra la tiranía y el autoritarismo en el mundo moderno. Su colección editada de 1959, "Karl Marx y Friedrich Engels: Basic Writings on Politics and Philosophy" (en español: "Karl Marx y Friedrich Engels: Escritos Básicos sobre la Política y la Filosofía")  es uno de los libros sobre el pensamiento marxista más utilizados jamás publicados. Políticamente, estaba estrechamente aliado con el anticomunismo filosófico de Sidney Hook.
Su obra abarcó una amplia gama de campos como el pensamiento marxista y neomarxista, la sociología del conocimiento, la sociología de la ciencia, la teoría sociológica, la ideología y los intelectuales, la historia de las ideas, la sociología de las generaciones, la historia y la sociología de los judíos y el judaísmo, y filosofía. Fue uno de los primeros intérpretes de la relación entre psicoanálisis y filosofía y produjo muchos estudios sobre las dimensiones psicoanalíticas de la ideología y la vida intelectual. Su amplio conocimiento de las complejidades más arcanas de la vida de Marx y un profundo amor por el personaje ficticio de Sherlock Holmes fueron la base de una novela titulada El caso de la hija de los revolucionarios: Sherlock Holmes conoce a Karl Marx (1983). La novela puede leerse como una crítica de los fallos morales personales de Marx, que ponen en duda su filosofía y su política.
Después de rechazar el marxismo, se cree que Feuer adoptó el mantra: "Por Hegel, no daría ni un panecillo". 

## Obras
- Spinoza y el ascenso del liberalismo (1951) [5]
- Psicoanálisis y Ética (1955) [6]
- Karl Marx y Friedrich Engels: escritos políticos y filosóficos (1959), editor
- El intelectual científico: los orígenes psicológicos y sociológicos de la ciencia moderna (1963) [7]
- El conflicto de generaciones: el carácter y significado de los movimientos estudiantiles (1969) [8]
- Marx y los intelectuales: un conjunto de ensayos posideológicos (1969)
- Einstein y las generaciones de la ciencia (1974) [9]
- La ideología y los ideólogos (1975) [10]
- El caso de la hija del revolucionario: Sherlock Holmes conoce a Karl Marx (1983)
- El imperialismo y la mente antiimperialista (1986) [11]
- Variedades de experiencia científica: objetivos emotivos en hipótesis científicas (1995)

## Más información
- Filosofía, historia y acción social. : ensayos en honor a Lewis Feuer : con un ensayo autobiográfico de Lewis Feuer (1988) editado por Lewis Samuel Feuer, Sidney Hook, William L. O'Neill, Roger O'Toole . Este volumen contiene una bibliografía completa de todas las obras publicadas de Lewis S. Feuer.